# Euphorbia obesa

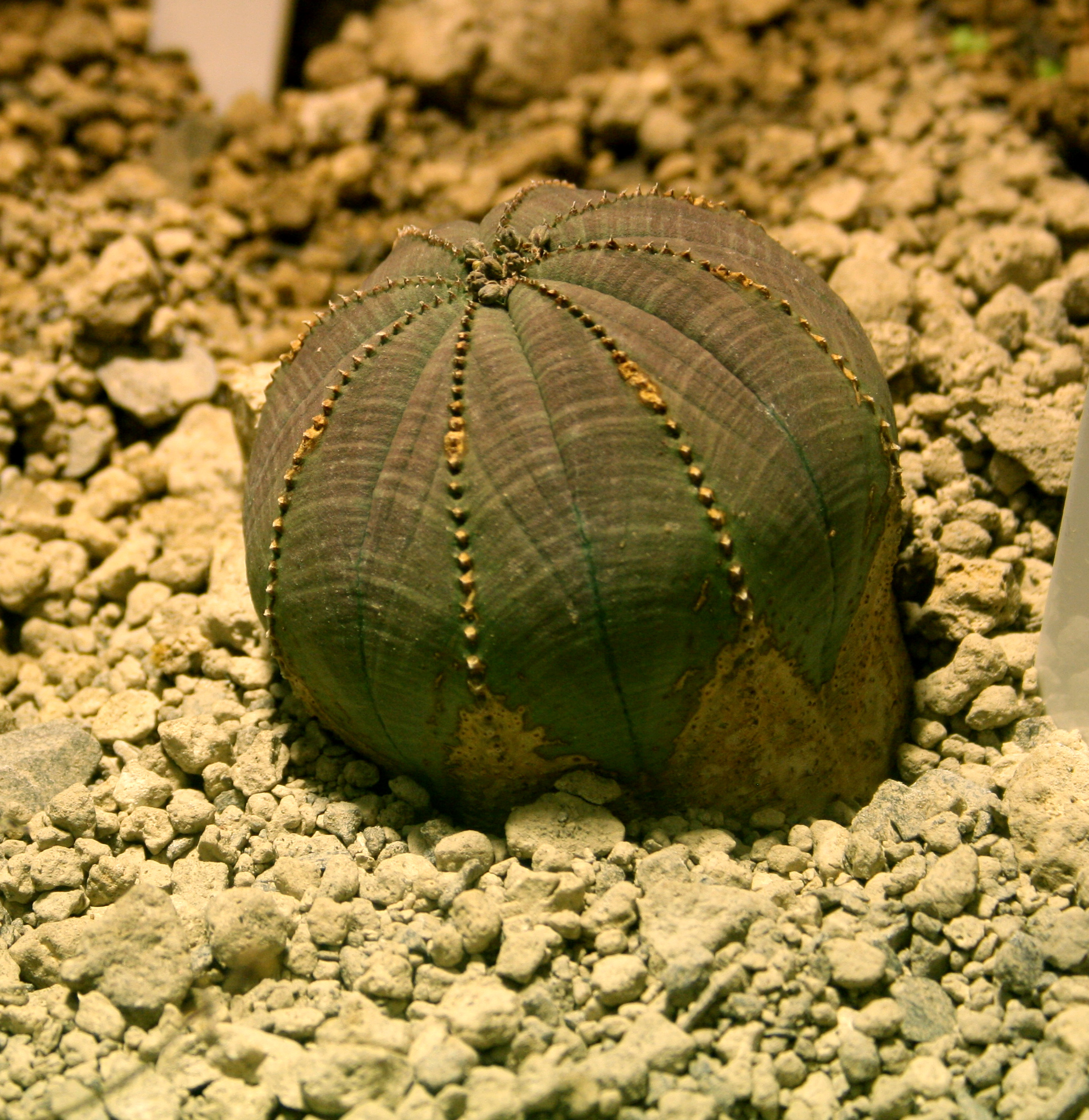
Euphorbia obesa

Euphorbia obesa is een subtropische plant van het geslacht Euphorbia. De plant is afkomstig uit Zuid-Afrika, meer bepaald uit de Kaapprovincie. Door zijn ronde vorm wordt de plant wordt ook wel honkbalplant of basketbalplant genoemd.
De euphorbia obesa is in het wild een bedreigde plantensoort, omdat de plant slechts twee tot drie zaden per keer geeft en langzaam groeit. In botanische tuinen en tuincentra is de plant een meer voorkomende verschijning.